# امیرآباد نظریان
امیرآباد نظریان، روستایی از توابع بخش مرکزی شهرستان عنبرآباد در استان کرمان ایران است. این روستا با طبیعتی بکر و سرسبز در جنوب کرمان قرار دارد و به دلیل موقعیت جغرافیایی خاص خود، یکی از روستاهای شناخته‌شده در منطقه به شمار می‌رود. امیرآباد نظریان با امکانات زیربنایی بالا، از جمله راه‌های ارتباطی مناسب، خدمات بهداشتی و آموزشی، شرایط مطلوبی را برای زندگی فراهم کرده است. همچنین این روستا به عنوان یک روستای شهیدپرور شناخته می‌شود که افتخار بزرگی برای اهالی آن محسوب می‌شود. مردم این روستا با داشتن روحیه‌ای ایثارگر و همبسته، همواره در راستای حفظ ارزش‌ها و آداب و رسوم خود گام برداشته‌اند 
در سال ۱۳۹۵ نماینده جیرفت و عنبرآباد دکتر یحیی کمالی پور در حضورمدیرکل وزارت  تقسیمات کشوری  سرکار خانم زهرا احمدی پور فرمودند: یک روستا برای تبدیل شدن به شهر علاوه بر جمعیت با حوزه نفوذ چند روستا باشد.روستای امیرآباد نظریان علاوه بر جمعیت حوزه نفوذ چندین روستا هست توان ارتقا و ظرفیت به شهر را نیز دارید. 

## جمعیت
این روستا در دهستان جهادآباد قرار دارد. براساس سرشماری مرکز آمار ایران در سال ۱۳۹۵، جمعیت آن ۱۸۲۰ نفر (۵۲۶ خانوار) بوده‌است. 

## آب و هوا
آب و هوای روستای امیرآباد نظریان به‌دلیل موقعیت جغرافیایی خاص خود، دارای آب و هوای گرم و خشک است. این روستا در منطقه‌ای با تابستان‌های بسیار گرم و خشک قرار دارد. دمای هوا در این فصل‌ها به‌طور معمول بالا است، اما نسیم‌های خنک شبانه به‌طور نسبی شرایط راحت‌تری را برای اهالی فراهم می‌کنند. در زمستان‌ها، دمای هوا به‌طور قابل توجهی کاهش می‌یابد و گاهی اوقات به حدی سرد می‌شود که یخ‌بندان رخ می‌دهد. این پدیده می‌تواند باعث خسارت به محصولات کشاورزی مانند مرکبات و سبزیجات شود و چالش‌هایی برای کشاورزان ایجاد کند.
این آب و هوای گرم و خشک، زمین‌های کشاورزی روستا را برای کشت محصولاتی همچون خرما، مرکبات، سیب، گوجه فرنگی و پیاز مناسب کرده است، هرچند گاهی یخ‌بندان‌ها می‌تواند تأثیرات منفی بر تولید محصولات داشته باشد.

## محصولات کشاورزی
روستای امیرآباد نظریان با داشتن خاک حاصلخیز و آب و هوای مناسب، یکی از قطب‌های کشاورزی جنوب کرمان به‌شمار می‌رود. این روستا به‌ویژه به‌خاطر تولید خرما و مرکبات شهرت دارد. خرما، به‌عنوان محصولی استراتژیک و اقتصادی در این منطقه، کیفیت بالایی دارد که باعث شهرت این روستا در تولید خرما شده است. علاوه بر خرما، مرکبات مانند پرتقال، نارنگی، لیمو و دیگر مرکبات به‌طور گسترده کشت می‌شوند و نقش مهمی در اقتصاد کشاورزی روستا دارند.
در کنار این محصولات، روستای امیرآباد نظریان به تولید محصولات دیگری چون سیب، گوجه فرنگی، پیاز و دیگر محصولات کشاورزی نیز مشهور است. این محصولات علاوه بر تأمین نیازهای محلی، به بازارهای دیگر مناطق نیز عرضه می‌شوند و سهم قابل توجهی در درآمد روستا دارند.
لوله‌کشی قطره‌ای کشاورزی در روستای امیرآباد نظریان به کشاورزان این امکان را می‌دهد که به صورت بهینه و صرفه‌جویانه از منابع آبی استفاده کنند. این سیستم با توزیع آب به صورت مستقیم و قطره‌ای به ریشه گیاهان، باعث کاهش هدررفت آب و افزایش بهره‌وری محصولات کشاورزی می‌شود.

## امکانات اجتماعی و زیرساختی روستا
این روستا از امکانات مختلفی برای رفاه و توسعه اجتماعی برخوردار است. مسجد روستا به عنوان یک مرکز دینی و فرهنگی، محل برگزاری نمازهای جماعت، مراسم مذهبی و اجتماعات محلی است. این مسجد نقش کلیدی در تقویت روحیه مذهبی و اجتماعی اهالی ایفا می‌کند و به‌ویژه در ایام محرم به برگزاری پرشور مراسمات عزاداری می‌پردازد که برای اهالی منطقه اهمیت ویژه‌ای دارد. همچنین گلزار شهدای روستا جایگاه ویژه‌ای دارد و محل آرامش عزیزانی است که جان خود را برای دفاع از میهن و آرمان‌های انقلاب اسلامی فدای کشور کردند. گلزار شهدا نه تنها مکانی برای احترام به یاد آن‌ها است، بلکه در تقویت هویت ملی و مذهبی اهالی نیز نقش مهمی ایفا می‌کند.
بسیج روستای امیرآباد نظریان با برگزاری برنامه‌های فرهنگی و اجتماعی، در ارتقای سطح همبستگی و همکاری میان اهالی نقش مهمی دارد و در مواقع نیاز به انجام فعالیت‌های امدادی و حمایتی وارد عمل می‌شود.
مدرسه روستا شامل دبستان و دبیرستان است که به دانش‌آموزان این امکان را می‌دهد که در مقاطع مختلف تحصیل کنند. این مدارس با کادر مجرب و امکانات آموزشی موجود به تربیت نسل‌های آینده کمک می‌کنند. مرکز بهداشت روستا خدمات درمانی و بهداشتی لازم را به اهالی ارائه می‌دهد و در مواقع اضطراری، نقش مؤثری در تأمین سلامت عمومی ایفا می‌کند.
استادیوم ورزشی روستا فضایی مناسب برای انجام فعالیت‌های ورزشی و برگزاری مسابقات محلی است. این استادیوم به جوانان و اهالی این فرصت را می‌دهد تا در رشته‌های مختلف ورزشی فعالیت کنند و استعدادهای خود را در یک محیط استاندارد پرورش دهند.  
پارک بازی کودکان در روستا با تجهیزات ایمن و مناسب، فضایی شاد و سرگرم‌کننده برای بازی بچه‌ها فراهم کرده است.
سردخانه محصولات کشاورزی روستا به کشاورزان این امکان را می‌دهد تا محصولات خود را در شرایط مناسب ذخیره کنند. این سردخانه به بهبود وضعیت اقتصادی کشاورزان و حفظ کیفیت محصولات کمک می‌کند. فروشگاه‌های متعدد و نانوایی‌ در روستا نیازهای روزمره اهالی را تأمین می‌کنند. 

### زیرساخت‌های خدماتی و ارتباطی
روستای امیرآباد نظریان از زیرساخت‌های مدرن و ضروری برای زندگی راحت برخوردار است. گاز، برق و آب لوله‌کشی در این روستا در دسترس اهالی قرار دارد که موجب فراهم شدن شرایطی مناسب برای زندگی بهداشتی و راحت‌تر شده است. همچنین، اینترنت با سرعت مناسب در روستا قابل دسترسی است و به اهالی این امکان را می‌دهد که از خدمات آنلاین استفاده کنند. آنتن‌دهی تلفن همراه در این منطقه خوب است و اهالی می‌توانند به راحتی با سایر نقاط ارتباط برقرار کنند و از خدمات مخابراتی بهره‌مند شوند. این امکانات به طور کلی به بهبود کیفیت زندگی اهالی و تسهیل امور روزمره کمک می‌کند.